# Isles-sur-Suippe
Isles-sur-Suippe  là một xã thuộc tỉnh Marne trong vùng Grand Est đông nam nước Pháp. Xã này nằm ở khu vực có độ cao trung bình 78 mét trên mực nước biển.
Sông Suippe chảy qua xã Islet-sur-Suippe.